# Mount Boothby Conservation Park
Mount Boothby Conservation Park är en park i Australien. Den ligger i delstaten South Australia, omkring 150 kilometer sydost om delstatshuvudstaden Adelaide.
Trakten runt Mount Boothby Conservation Park är nära nog obefolkad, med mindre än två invånare per kvadratkilometer.. Närmaste större samhälle är Culburra, omkring 17 kilometer öster om Mount Boothby Conservation Park.
Trakten runt Mount Boothby Conservation Park består till största delen av jordbruksmark. Genomsnittlig årsnederbörd är 536 millimeter. Den regnigaste månaden är juli, med i genomsnitt 91 mm nederbörd, och den torraste är december, med 15 mm nederbörd.